# Michael Ghiselin
Pour les articles homonymes, voir Ghiselin.
Michael T. Ghiselin (né le 13 mai 1939 ; mort le 14 juin 2024) est un biologiste américain, philosophe et historien de la biologie, anciennement de l'Académie des sciences de Californie.
Il est connu pour son travail sur les limaces de mer et pour ses critiques sur la falsification de l'histoire du lamarckisme dans les manuels de biologie.

## Formation et carrière
Ghiselin a obtenu son BA en 1960 de l’université de l'Utah et un doctorat en philosophie de l'université Stanford en 1965. Il est devenu boursier postdoctoral à l'université Harvard (1964-1965), puis boursier postdoctoral au laboratoire de biologie marine de Woods Hole en 1965. Il y est resté jusqu'en 1967, en tant que professeur adjoint de zoologie à l'université de Californie à Berkeley et plus tard il a été choisi comme boursier Guggenheim (1978-1979). Ghiselin a été professeur de biologie à l'université de l'Utah (1980-1983) et lauréat du prix MacArthur de 1981 à 1986. Depuis 1983, il est chercheur principal à la California Academy of Sciences.

## Travaux
Ghiselin est célèbre pour ses travaux sur les limaces de mer,, et a eu à la fois une espèce (Hypselodoris ghiselini (en) ) et le produit chimique défensif qu’elle contient (ghiselinin) qui portent son nom. En 2009, il a co-rédigé une étude majeure sur la défense chimique avec Guido Cimino : Chemical Defense and the Evolution of Opisthobranch Gastropods.

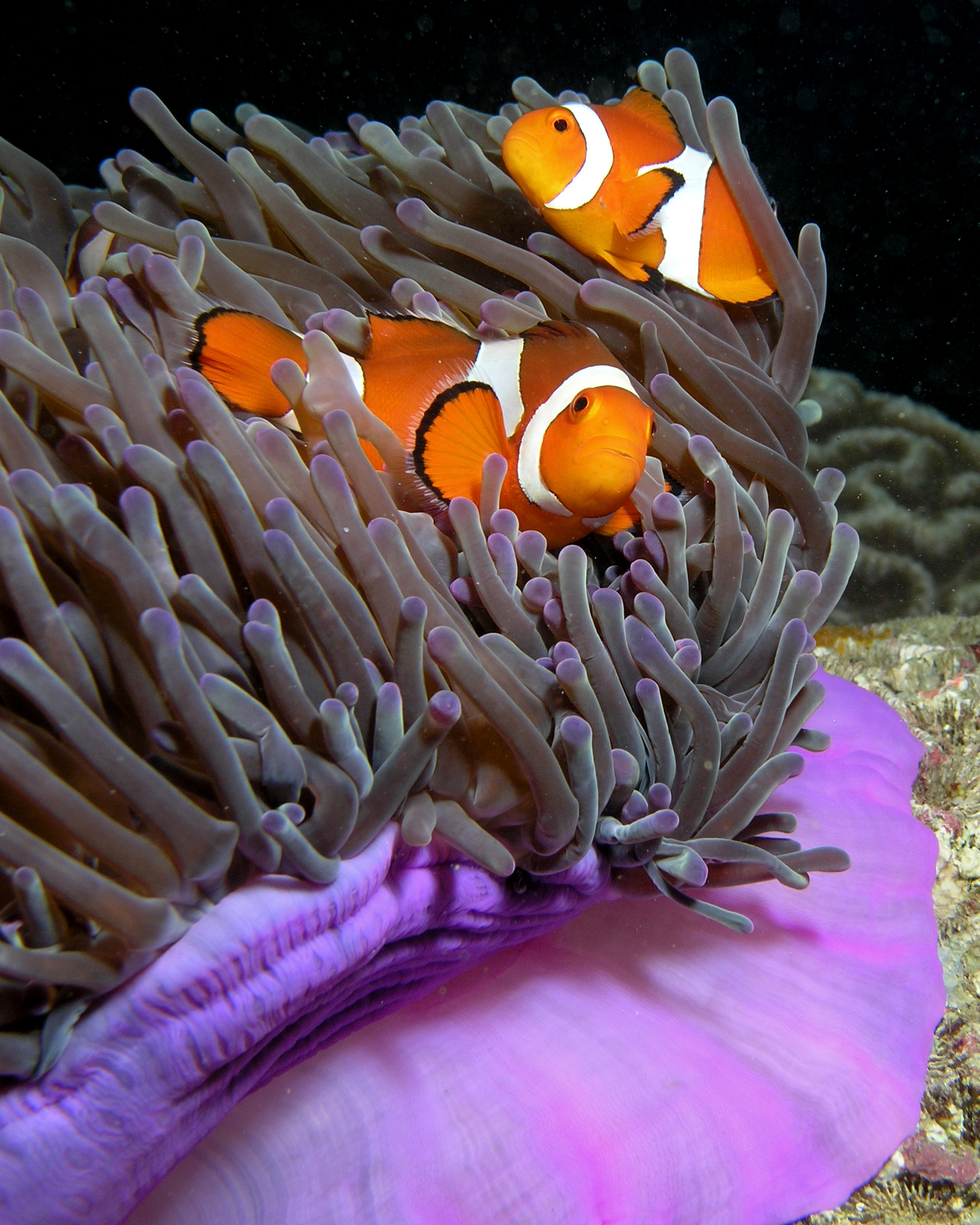
Le poisson-clown est un mâle lorsqu'il est petit, une femelle quand il est plus grand, une adaptation expliquée par le modèle taille-avantage de Ghiselin.

En 1969, il propose trois modèles, dont le modèle de la taille-avantage, pour expliquer l'hermaphrodisme successif. Pour certaines espèces de poissons, les mâles peuvent maximiser leur succès de reproduction en se reproduisant avec un harem de femelles plutôt qu'en ne se reproduisant qu'une seule fois en tant que femelle. Dans d'autres espèces, où les poissons vivent par paires, il est dans l'intérêt d'un individu d'être un mâle quand il est petit et de devenir une femelle quand il est plus grand.
Ghiselin a également travaillé sur l'histoire et la philosophie de la biologie de l'évolution. Ses publications historiques ont principalement traité de Darwin et de l'histoire de la zoologie comparée. Ils incluent des sujets tels que l'influence de l'alchimie sur la zoologie du XIXe siècle et l'histoire de la station zoologique de Naples, en Italie. Helena Cronin (en) a critiqué son point de vue sur les idées de Darwin sur la sélection, qu'il s'agisse de l'individu ou du groupe, et parfois, apparemment, du sélectionneur de parentèle.
Dans l’interprétation courante de Ghiselin, Darwin substitue une cause efficiente – la théorie de l’évolution – à l’apparente téléologie (cause finale) à l’œuvre dans le monde biologique. Bien que Ghiselin admette la présence de « métaphores téléologiques » dans L'Origine des espèces, il soutient que son auteur ne fait pas intervenir de quelconque telos dans sa théorie. Dans L'Expression des émotions chez l'homme et les animaux, consacré à l'évolution de la psychologie humaine et sa proximité avec le comportement des animaux, Darwin développe ses idées selon lesquelles chez l'homme l'esprit et les cultures sont élaborés par la sélection naturelle et sexuelle, conception qui a connu une nouvelle jeunesse à la fin du XXe siècle avec l'émergence de la psychologie évolutionniste.

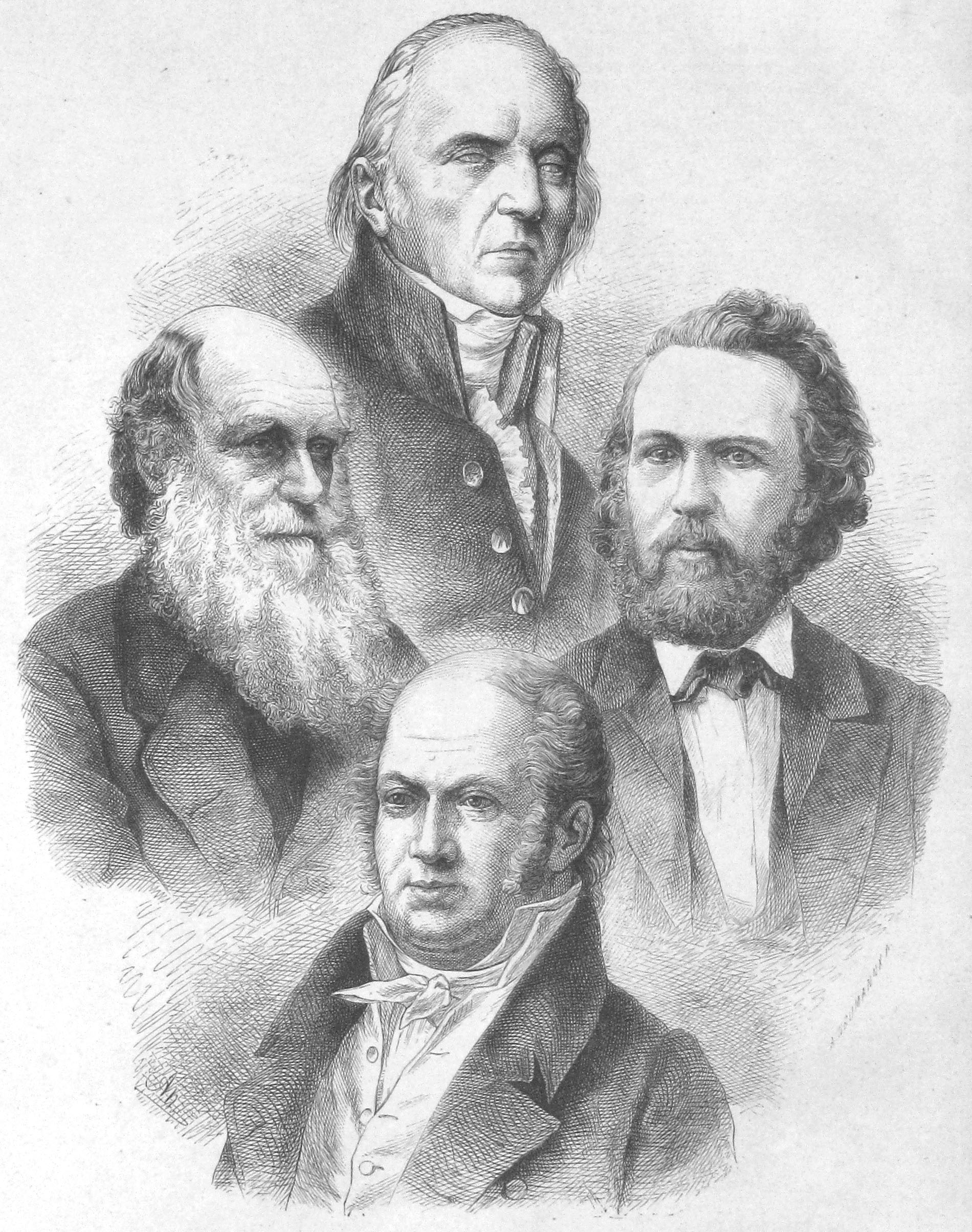
Quatre évolutionnistes : Jean-Baptiste de Lamarck, Charles Darwin, Ernst Heinrich Häckel, Etienne Geoffroy St. Hilaire.

On peut comparer la vision de Michael Ghiselin aux idées de Karl Popper, qui voit le changement conceptuel comme un processus évolutionniste, en opposition à la position de Thomas Kuhn (La Structure des révolutions scientifiques, 1962) qui pensait que le changement conceptuel était un processus révolutionnaire. Un lien est également relevé avec les idées du philosophe Stephen Toulmin.
Il a critiqué la falsification de l'histoire de la théorie de l'évolution de Lamarck, où, à son avis, les manuels scolaires et les "rédacteurs de manuels scolaires ont conféré au Lamarck fictif une importance que le véritable Lamarck n'avait jamais eue et lui ont attribué des idées que le véritable Lamarck n'avait pas. Ils ont également inventé un mythe dans lequel ces idées sont comparées faussement avec les idées de Darwin, afin de produire une fausse dichotomie" . Il a également critiqué les idées des créationnistes comme étant non scientifiques.
Sa principale contribution à la philosophie concerne les principes de classification (systématique ou taxonomie). On lui attribue en grande partie le mérite d'avoir théorisé que les espèces biologiques ne sont pas des types d'organismes, mais plutôt des individus au sens philosophique (de la même manière qu'une population individuelle est une entité individuelle plutôt qu'un type abstrait). Un être humain n'est pas un Homo sapiens pour la même raison que l'Ontario n'est pas un Canada. Ghiselin est également à l'origine du terme "morceaux du lien généalogique" pour décrire les espèces.
Ghiselin s'est intéressé à de nombreux sujets interdisciplinaires, parmi lesquels la création de liens entre la biologie et l’économie. Il est vice-président de la Société internationale de bioéconomie et co-éditeur du Journal of Bioeconomics depuis sa création en 1998. La première chaire universitaire de bioéconomie a été créée à l'université de Sienne ; en tant que professeur invité, il en fut le premier occupant. En tant que président du Centre d’histoire et de philosophie des sciences, il a eu pour principale tâche d’organiser des réunions de chercheurs et d’assumer la fonction de rédacteur en chef des ouvrages qui en découlent.

## Prix et distinctions
Il est nommé boursier Guggenheim en 1978.
En 1970, Michael Ghiselin reçoit le prix Pfizer décerné par l’History of Science Society, pour son livre The Triumph of the Darwinian Method, paru en 1969,,,,.

## Publications
- Michael T. Ghiselin et Alan E. Leviton: Darwin and the Galapagos, dans les Actes de la California Academy of Sciences pour 2010, volume 61, supplément 2.
- The Triumph of the Darwinian Method. University of California Press, Berkeley, 1969.
- Barbour, MG, RB Craig, FR Drysdale et MT Ghiselin: Coastal Ecology: Bodega Head. University of California Press, Berkeley, 1973.
- The Economy of Nature and the Evolution of Sex. Presses de l'Université de Californie, Berkeley, 1974.
- Intellectual Compromise: The Bottom Line. Paragon House, New York, 1989.
- Métaphysics and the Origin of Species . Presses de l'Université d'État de New York, Albany, 1997.
- Darwin: A Reader's Guider. Articles hors série de la California Academy of Sciences 155: 1-185, 2009.
- Darwin and Evolution. Carmichael & Carmichael, Inc. et Knowledge Products Blackstone Audio, inc., 1993 (livre audio).
- Morphological and behavioral concealing adaptations of Lamellaria stearnsii, a marine prosobranch gastropod. In: The Veliger. vol 6, n°3, 1964, pages 123–124.